# Битва при Фарсале
Би́тва при Фарса́ле — решающее сражение гражданской войны 49—45 годов до н. э. между войсками Гая Юлия Цезаря и Гнея Помпея, боровшихся за единоличную власть над Римом.

## Предыстория

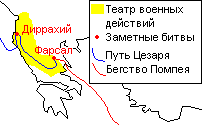
Кампании Цезаря в Греции

В I в. до н. э. Римская республика переживала политический кризис. В 60 до н. э. три наиболее крупных политических деятеля — Марк Лициний Красс, Гней Помпей и Юлий Цезарь — заключили тайный союз для борьбы с римским сенатом. Первый триумвират (так был назван этот союз) играл большую роль в государственных делах Рима, но в 53 до н. э. Красс погиб в битве при Каррах, а Цезарь и Помпей начали борьбу друг с другом за единоличную власть. При этом Помпея поддерживали сторонники интересов сенатской аристократии, т. н. нобилитета (оптиматы), а Цезаря — приверженцы, отражавшие интересы плебса, прежде всего, сельского (популяры).
В 49 до н. э. сенат лишил Гая Юлия Цезаря его полномочий и приказал распустить армию, находившуюся в Галлии. В ответ на это Цезарь начал гражданскую войну и вскоре во главе своих войск совершил победоносное шествие по Италии. В том же году он разгромил войска Помпея и его сторонников в битве при Илерде, после чего Помпею пришлось поспешно бежать в Грецию. Он временно обосновался в городе Лариса. Осенью 49 до н. э. Цезарь получил полномочия диктатора, а в июне 48 до н. э. его армия высадилась в Эпире и совершила марш до Фессалии.
Войска Помпея и Цезаря расположились неподалёку от города Фарсал. У армии Помпея был численный перевес, но скорее всего, незначительный (впрочем, сам Цезарь утверждал, что численность его войск была в два раза меньше, но историки склонны сомневаться в истинности его слов). Численность каждой из армий составляла около 30 тысяч человек, но у армии Помпея был небольшой перевес в коннице. Юлий Цезарь решил не медлить с генеральным сражением: запасы продовольствия были у него на исходе, а наладить снабжение в военных условиях было чрезвычайно тяжело.
Правое крыло Помпея упиралось в Энипей: там располагались киликийский легион и воины, прибывшие из Сирии; перед ним стоял Цезарь, опираясь левым крылом в изрытую местность, расстилавшуюся вдоль Энипея. Левый фланг Помпея и, соответственно, правый фланг Цезаря были выдвинуты на равнину, и каждый был прикрыт конницей и легковооружённой пехотой. Помпей намеревался держать свою тяжёлую пехоту в оборонительном положении, расположив их в сомкнутом порядке в три линии. Превосходящей силы противника конницей же, наоборот, собирался рассеять слабый конный отряд и атаковать войска Цезаря с фланга и тыла.

## Битва
На рассвете Цезарь хотел двинуться к Скотуссе. Его солдаты уже снимали палатки, когда лазутчики донесли, что войско неприятеля строится в боевые порядки. Тогда Цезарь сказал, что настал желанный день, когда придётся сражаться не с голодом и лишениями, а с людьми. Он приказал поднять над своей палаткой красный плащ, означающий сигнал к сражению. Солдаты брали оружие и без шума, спокойно, занимали своё место в строю.
Помпей командовал правым флангом, имея против себя Антония. В центре он поставил Сципиона против Кальвина. Левое крыло под начальством Луция Агенобарба было усилено значительным числом конницы из числа римской знати: им лично хотелось напасть на Цезаря и его знаменитый Десятый легион. Заметив, что левый фланг противника состоит из многочисленной конницы, Цезарь перевёл к себе шесть резервных когорт и поставил позади Десятого легиона, приказав не показываться на глаза неприятелю, пока тот не подъедет на близкое расстояние, затем выбежать из рядов, но не бросать пилумы, а сражаться ими как копьями ближнего боя, эффективными против конницы.
С обеих сторон был дан сигнал к сражению. Помпей медлил, рассчитывая, что солдаты Цезаря, начавшие атаку и бегом поднимавшиеся по склону к его войскам, устанут, и лишь затем атаковать самому. Но опытные легионеры, пробежав половину пути, остановились и дали себе передохнуть. Первым из армии Цезаря бой начал Гай Крассиан. Он расстроил первые ряды неприятеля, но сам пал в бою. Однако исход сражения всё ещё не был решён. Помпей ждал, что будет делать конница. Она уже удлиняла линию своих эскадронов, чтобы обойти войска Цезаря и отбросить к пехоте его немногочисленную конницу. В это время Цезарь дал знак: его кавалерия расступилась, и три тысячи солдат, стоявших в резерве, двинулись навстречу врагу. Исполняя данный им приказ, они стали бить копьями вверх и метить в лицо. Конница, неопытная в таких сражениях, оробела и не могла вынести ударов в глаза. Всадники, закрывая лицо руками, поворачивали коней и обратились в позорное бегство.
Солдаты Цезаря, не обращая внимания на их бегство, напали на помпеянцев с фланга, а Десятый легион завязал сражение с фронта. Помпеянцы, видя, что их окружили, и оставшись без прикрытия конницы, дрогнули и обратились в бегство. Увидев столбы пыли, Помпей догадался о поражении конницы. Не говоря ни слова, он покинул войско и тихо вошёл в лагерь. Здесь он сидел молча, в своей палатке, пока в лагерь не ворвались многие из гнавшихся за беглецами неприятелей. Тогда у Помпея вырвалось только «Неужели и в моём лагере?». Друзья уговорили его переодеться в платье раба и бежали незамеченные в Ларису.
Взяв лагерь, цезарианцы были удивлены легкомыслием врага: все палатки были обвешаны миртами, столы завалены кубками и чашами с вином, как будто помпеянцы уже праздновали победу, а не готовились к сражению. Цезарь подошёл к валу лагеря Помпея. Увидев груды бездыханных тел, он вздохнул и сказал: «Вот чего хотелось им! Они заставили меня сделать это! Если бы я, Гай Цезарь, счастливо кончивший самые важные войны, сложил с себя командование, они, вероятно, осудили бы меня на смерть!»
Убитыми были большей частью рабы, павшие при взятии лагеря. Солдат погибло около шести тысяч человек. Многие помпеянцы сдавались ещё на поле боя и были прощены. Пленным аристократам Цезарь дал свободу, в том числе и Бруту, своему будущему убийце.
Однако были среди помпеянцев и те, кто и спустя годы так и не сложил оружие. О событиях, произошедших через четыре года после Фарсальской битвы, — о сборе Марком Юнием Брутом войск для войны с триумвирами — Плутарх пишет, что «все остатки Помпеева войска, ещё скитавшиеся в фессалийских пределах, начинают радостно собираться под знамёна Брута» (Сравнительные жизнеописания, Брут, 25).

## Итоги
Эта победа позволила Гаю Юлию Цезарю стать диктатором — сначала на 10 лет, а потом Сенат присвоил ему этот титул пожизненно.
Битву при Фарсале описывают:
- Юлий Цезарь — Записки о гражданской войне
- Плутарх — Сравнительные жизнеописания: Дион-Брут, Александр-Цезарь, Агесилай-Помпей
- Аппиан — Римская история
- Лукан — Фарсалия или поэма о гражданской войне